# Udo Lielischkies

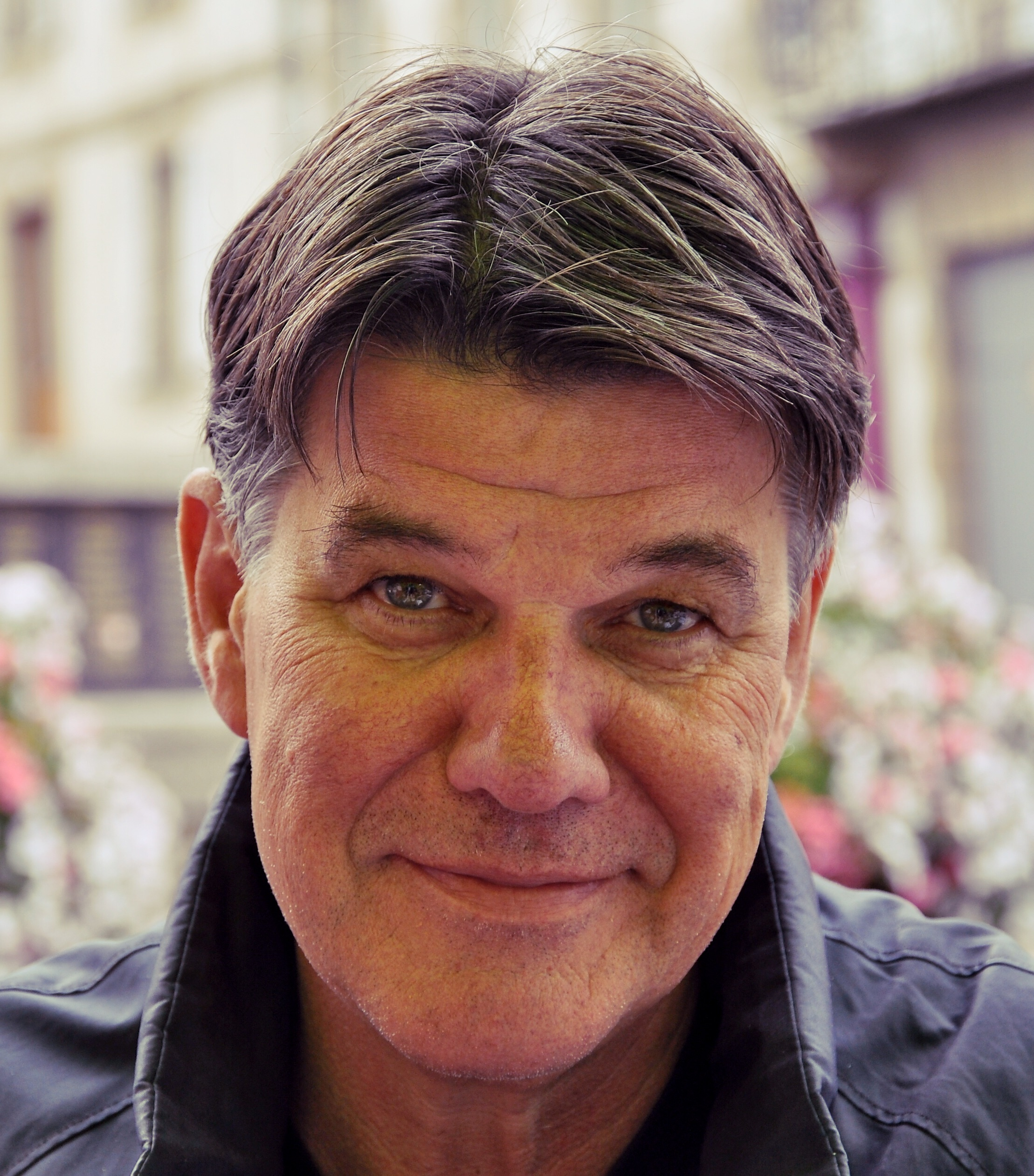
Udo Lielischkies, 2015

Udo Lielischkies (* 13. Dezember 1953 in Köln) ist ein deutscher Journalist und ehemaliger Leiter des ARD-Studios in Moskau.

## Leben und Wirken
Udo Lielischkies wuchs in Köln und Mechernich-Kommern auf. Er studierte an der Universität zu Köln Volkswirtschaft und Soziologie und parallel dazu an der Kölner Journalistenschule Journalistik. 1980 wurde er Wirtschaftsredakteur beim Hörfunk des WDR, nachdem er bereits zuvor als freier Mitarbeiter für diesen tätig war. Nachdem er kurz als Mitglied der Verkehrsredaktion auch für Durchsagen des Verkehrsfunks und Autotests verantwortlich war, arbeitete er bald als Redakteur der Verbrauchersendung Quintessenz und moderierte das Morgenmagazin. 1985 übernahm Lielischkies das Verbrauchermagazin Markt im WDR-Fernsehen.

### Auslandskorrespondent

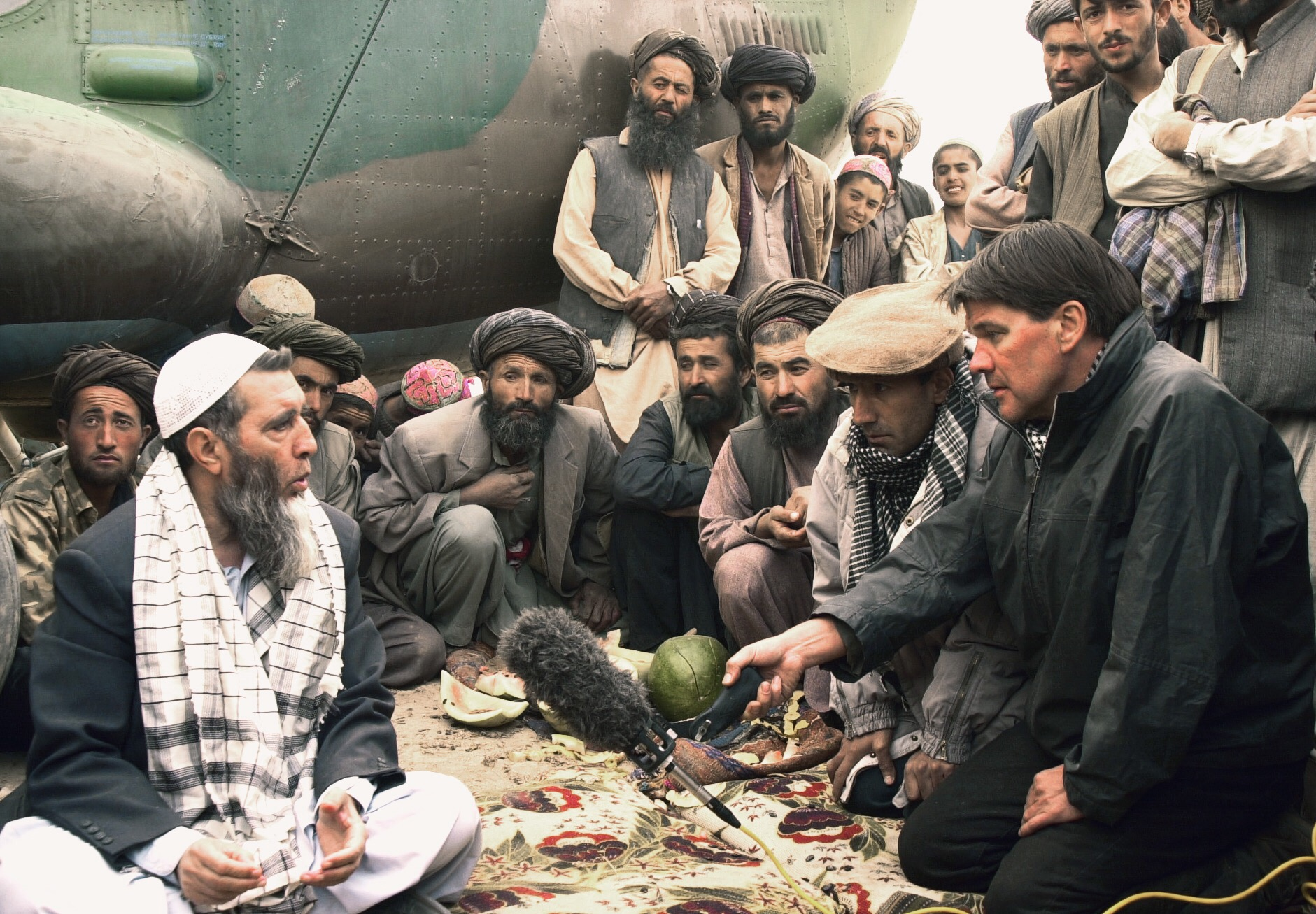
Interview in Afghanistan, Ende September 2001, mit Said Nurrulah Immam, dem Vizepräsidenten der islamischen Bewegung Afghanistans

1994 wurde er Europa- und NATO-Korrespondent im ARD-Studio Brüssel. In diese Zeit fallen auch gefährliche Einsätze im Krieg in Bosnien und im Kosovo während des Abzugs serbischer Freischärler. Ende 1999 wechselte Lielischkies als Korrespondent ins ARD-Studio Moskau, wo er seine spätere Ehefrau Katia kennenlernte. Während seiner Zeit in Moskau berichtete er auch von den Kriegen in Tschetschenien und Afghanistan.
Im Sommer 2003 interviewte er den Ex-Yukos-Chef Michail Chodorkowski zwei Monate vor dessen Verhaftung. Die gegen diesen erhobenen Vorwürfe bezeichnete er als „absurd“ (vgl. Russlandberichterstattung). Die Umstände des Verfahrens gegen Chodorkowski, das seiner Meinung nach elementaren rechtsstaatlichen Prinzipien widersprach, nahm er zum Anlass die Reportage Kreml, Knast und Korruption zu drehen. Insgesamt wurden drei Filme aus der Zeit seiner Tätigkeit im ARD-Studio Moskau für den Deutschen Fernsehpreis nominiert.
Ab 2006 war Udo Lielischkies Fernsehkorrespondent im ARD-Studio Washington, ab dem 1. Juli 2007 auch dessen stellvertretender Leiter. Neben der aktuellen Berichterstattung drehte Lielischkies zahlreiche Dokumentationen und Reportagen, auch über die Wahl Barak Obamas zum amerikanischen Präsidenten und den wachsenden Widerstand in den Reihen der Republikaner.
Im August 2012 kehrte er als Korrespondent nach Moskau zurück. Von April 2014 bis zu seinem Ruhestand im September 2018 war er Leiter des ARD-Studios in Moskau. Zu Beginn des Ukrainekonflikts entkam sein Kamerateam im September 2014 knapp den Kämpfen in Ilowajsk in der Ost-Ukraine.

### Privatleben
Lielischkies finanzierte sein Studium als staatlich geprüfter Tennislehrer. Er heiratete an seinem 50. Geburtstag die Moskauerin Katia und ist Vater der in Moskau geborenen Zwillinge Julia und Alexej sowie der 2012 geborenen Natalia. Er spricht neben seiner Muttersprache Deutsch auch Russisch, Englisch und Französisch.

## Dokumentationen und Reportagen
Neben der aktuellen Berichterstattung konzentrierte sich Lielischkies vor allem auf längere Reportagen und Dokumentationen (über 50) sowie Filme für den ARD-Weltspiegel.
- Putins Spiele. Mit der Fackel durch ein kaltes Russland, Dokumentarfilm, ARD, 27. Januar 2014[6]
- Putins Spiele – Die Wahrheit über Sotschi, Doku, Arte, 2014
- Mörderischer Ukraine-Krieg – Flucht aus Ilowajsk, Dokumentarfilm, Weltspiegel extra, 2014
- Unser Russland – Eine Städtereise zur Fußball-WM, Reportage, Das Erste, vier Teile: 26. Mai bis 10. Juni 2018 (mit Palina Rojinski)

## Kontroversen
In einer Reportage über die Ost-Ukraine für die Tagesthemen am 20. Mai 2014 hatte Udo Lielischkies irrtümlich behauptet, zwei Personen seien durch die prorussischen Separatisten getötet worden. Als er nach Zuschauer-Protesten den Fehler erkannte (tatsächlich wurden die Zivilisten durch Schüsse ukrainischer Freiwilliger getötet), korrigierten die Tagesthemen den Fehler und löschten den Bericht aus der Mediathek.
Im Mai 2014 war gefälschtes Filmmaterial in die ARD-Tagesschau gelangt, um einen Hubschrauberabschuss bei Slowjansk in der Ostukraine zu illustrieren. Die Sequenz, die aus einem YouTube-Video aus dem Jahre 2013 stammte, zeigte in Wirklichkeit einen Abschuss im Syrienkrieg. Der Hubschrauberabsturz bei Slowjansk war mit einem Video aus Syrien bebildert worden. Lielischkies entschuldigte sich als Studioleiter für diesen Fehler.

## Schriften
- Im Schatten des Kreml. Unterwegs in Putins Russland. Droemer, München 2019, ISBN 978-3-426-27774-4.

## Auszeichnungen
- 1989: Ernst-Schneider-Preis für seinen Kurzbeitrag: Was lange wehrt – die neuen Bedingungen der Lebensversicherer.
- 1998: Nominierung Intern. Fernseh-Festival Monte Carlo: Politiker, Paten und Perverse
- 1999: Goldener Gong für die ARD-Berichterstattung aus Brüssel
- 1999: Nominierung Intern. Fernseh-Festival Monte-Carlo: Die Paten der Fleischmafia
- 2002: Nominierung Deutscher Fernsehpreis „Beste Reportage“: Russische Treibjagd – Das Ende einer Reporterin (ARD/WDR)
- 2004: Nominierung Deutscher Fernsehpreis: Beste Reportage:  Kreml, Knast und Korruption (ARD/WDR)
- 2005: Finalist Award Winner New York festivals: The Kremlin, Prison and Corruption
- 2005: Nominierung Deutscher Fernsehpreis „Beste Reportage“: Do Swidanija – Abschied von Russland (ARD/WDR)
- 2005: Sonderpreis Internationales Festival of detective films and television programs on law-enforcement themes: Kreml, Knast und Korruption
- 2015: Nominierung Internationales Fernseh-Festival Monte Carlo: The Murderous War in Ukraine – Escape From Ilovajsk